# 馬場站 (韓國)
馬場站（：／ Majang yeok */?）是首都圈電鐵5號線沿線的一座地下車站，位於韓國首爾特別市城東區馬場洞。

## 車站結構
站體為2面2線側式月台的地下車站，候車月台設有月台幕門，並有4處出口。

### 月台配置
| 往十里 ↑ |
| \| 上    |
| ↓ 踏十里 |

| 月台 | 路線             | 目的地                                     |
| ---- | ---------------- | ------------------------------------------ |
| 上行 | ●首都圈電鐵5號線 | 往十里、青丘、金浦機場、傍花方向           |
| 下行 | ●首都圈電鐵5號線 | 踏十里、千戶、上一洞、河南黔丹山、馬川方向 |

## 歷史
- 1995年11月15日：落成啟用。

## 車站周邊
- 清溪川生態學習場
- 大韓紅十字會首爾支社
- 東馬中學
- 首爾城東警察署
- 新踏站

## 圖片

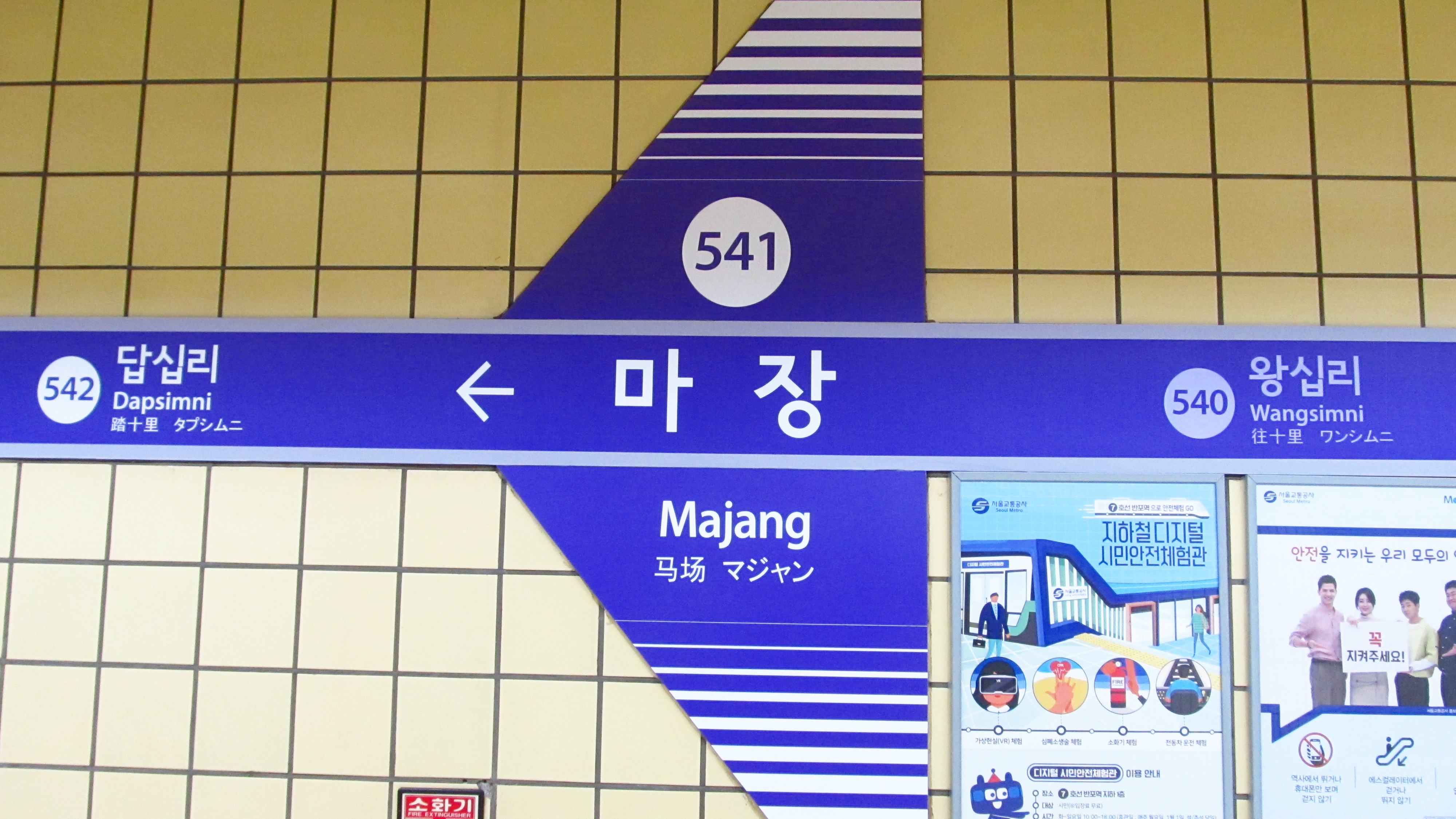
站名牌
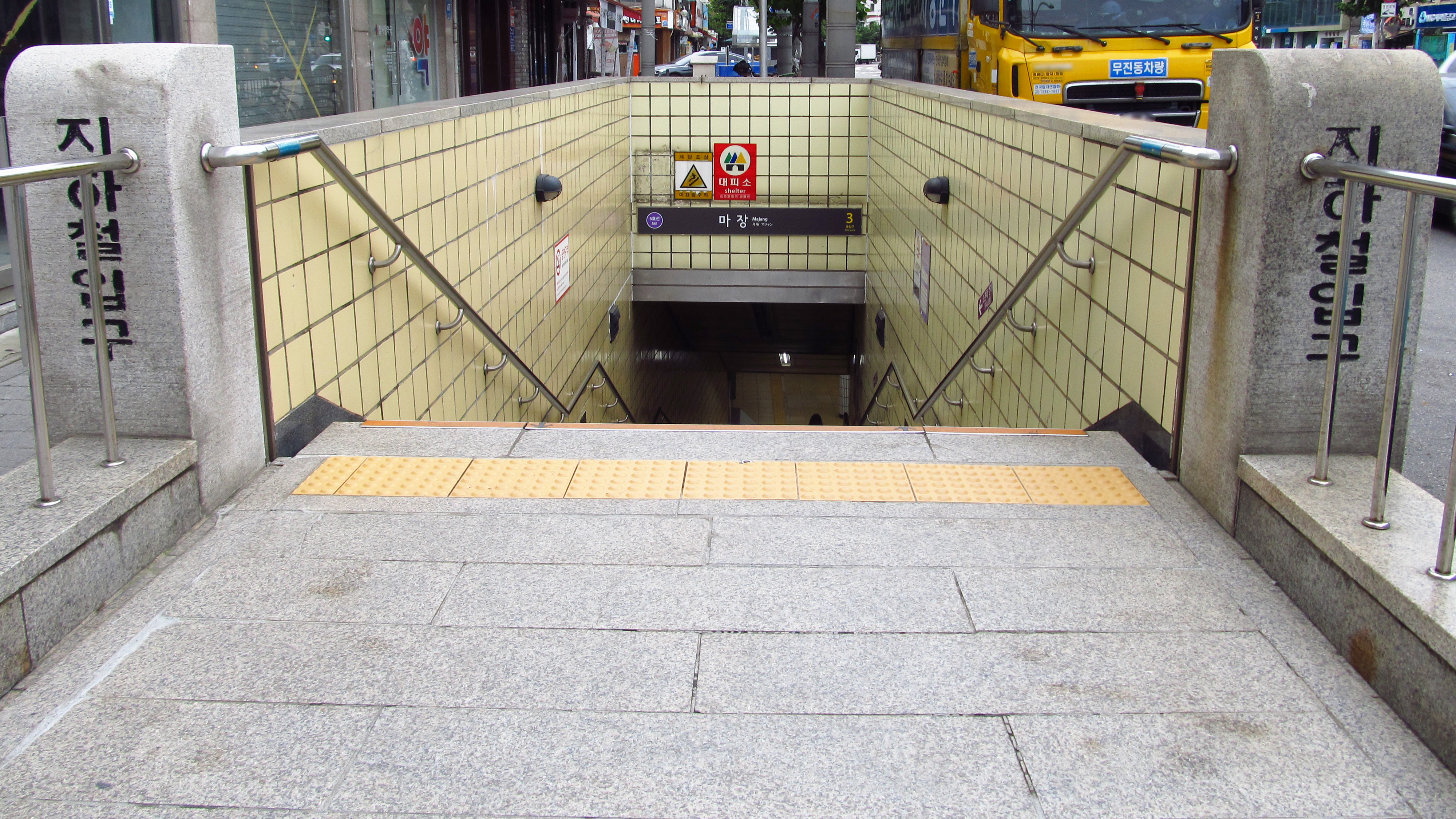
3號出口
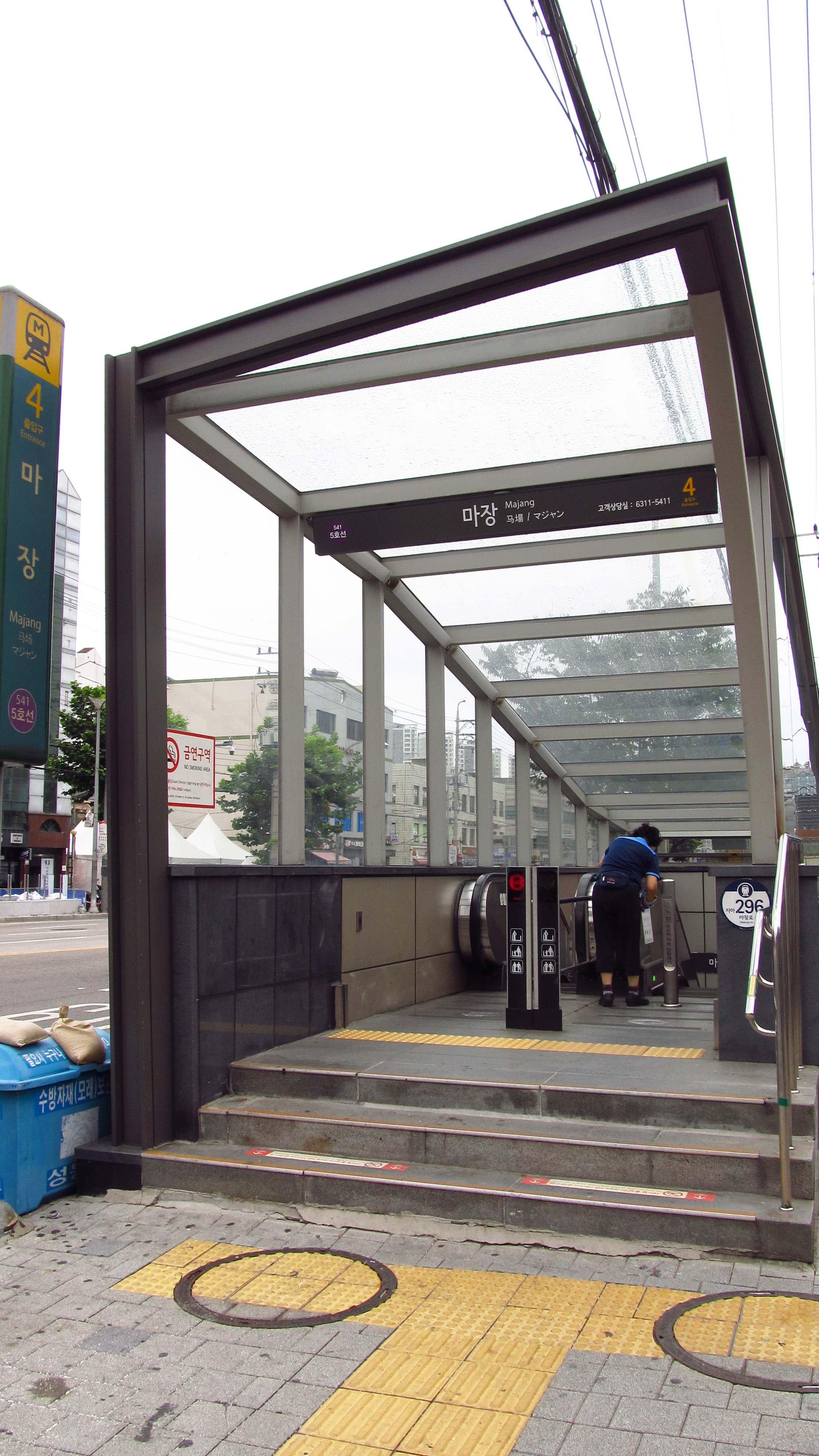
4號出口

## 相鄰車站
首爾交通公社
●首都圈電鐵5號線
往十里（540）－馬場（541）－踏十里（542）